# Florea Mitrănescu
Florea Mitrănescu, romunski general, * 1886, † 1944.